# Trechispora clancularis
Trechispora clancularis är en svampart som först beskrevs av Park.-Rhodes, och fick sitt nu gällande namn av K.H. Larss. 1994. Trechispora clancularis ingår i släktet Trechispora och familjen Hydnodontaceae.   Inga underarter finns listade i Catalogue of Life.